# Onthophagus iris
Onthophagus iris är en skalbaggsart som beskrevs av Sharp 1875. Onthophagus iris ingår i släktet Onthophagus och familjen bladhorningar. Inga underarter finns listade i Catalogue of Life.